# Campeonato Sudamericano de Natación de 2008
El Campeonato Sudamericano de Natación 2008 o Campeonato Sudamericano de Primera Fuerza de Deportes Acuáticos, se celebró en São Paulo, Brasil entre el 12 y 16 de marzo de 2008. Fue un evento organizado por la Confederación Sudamericana de Natación (CONSANAT), y en él se realizaron las competeciones de Natación, Natación en aguas abiertas, Clavados, Nado Sincronizado y Waterpolo.
La competición de natación en el Campeonato sirvió como evento clasificatorio para los Juegos Olímpicos de 2008. De igual manera, el Waterpolo fue clasificatorio para el Campeonato Mundial de Natación de 2009.

## Resultados en Natación

### Masculino
| Evento                      | Oro                                                                                                  | Plata                                                                                        | Bronce                                                                                   |
| --------------------------- | --- | -------------------------------------------------------------------------------------------- | ---------------------------------------------------------------------------------------- |
| 50 m libre Detalle          | Nicholas Santos · Brasil · 22.72                                                                     | Lucas Del Piccolo Argentina 23.14                                                            | Camilo Becerra · Colombia · 23.20                                                        |
| 100 m libre Detalle         | Fernando Souza da Silva · Brasil · 50.60                                                             | Crox Acuña · Venezuela · 51.16 Eduardo Deboni · Brasil · 51.16                               |                                                                                          |
| 200 m libre Detalle         | Rodrigo Castro · Brasil · 1:50.41 RC                                                                 | Martin Kutscher · Uruguay · 1:52.45                                                          | Crox Acuña · Venezuela · 1:52.49                                                         |
| 400 m libre Detalle         | Ricardo Monasterio · Venezuela · 3:56.50                                                             | Rodrigo Castro · Brasil · 3:56.99                                                            | Armando Negreiros · Brasil · 4:01.89                                                     |
| 800 m libre Detalle         | Ricardo Monasterio · Venezuela · 8:12.04                                                             | Daniele Tirabasi · Venezuela · 8:21.84                                                       | Luiz Rogerio Arapiraca · Brasil · 8:23.03                                                |
| 1500 m libre Detalle        | Ricardo Monasterio · Venezuela · 15:43.07                                                            | Juan Martin Pereira Argentina 15:57.42                                                       | Mateo de Angulo Velasco · Colombia · 15:57.88                                            |
| 50 m espalda Detalle        | Guilherme Guido · Brasil · 25.41                                                                     | Eduardo Germán Otero Argentina 26.59                                                         | Camilo Becerra · Colombia · 27.43                                                        |
| 100 m espalda Detalle       | Guilherme Guido · Brasil · 55.54                                                                     | Thiago Pereira · Brasil · 57.27                                                              | Eduardo Germán Otero Argentina 58.33                                                     |
| 200 m espalda Detalle       | Lucas Salatta · Brasil · 2:01.22                                                                     | Thiago Pereira · Brasil · 2:05.70                                                            | Luciano Sales Rubio Argentina 2:08.10                                                    |
| 50 m pecho Detalle          | Felipe Lima · Brasil · 28.46                                                                         | Felipe Silva · Brasil · 28.74                                                                | Walter Arciprete Argentina 29.28                                                         |
| 100 m pecho Detalle         | Henrique Barbosa · Brasil · 1:01.44 RC                                                               | Felipe Lima · Brasil · 1:01.89                                                               | Walter Arciprete Argentina 1:05.44                                                       |
| 200 m pecho Detalle         | Henrique Barbosa · Brasil · 2:18.14                                                                  | Bastian Nordenflytch · Chile · 2:24.46                                                       | Diego Bonilla · Colombia · 2:24.78                                                       |
| 50 m mariposa Detalle       | Nicholas Santos · Brasil · 23.88 RC                                                                  | Candido da Silva · Brasil · 24.72                                                            | Camilo Becerra · Colombia · 24.88                                                        |
| 100 m mariposa Detalle      | Fernando Souza da Silva · Brasil · 54.61                                                             | Camilo Becerra · Colombia · 54.76                                                            | Gordon Touw Ngie Tjouw Surinam 54.80                                                     |
| 200 m mariposa Detalle      | Andrés José González Argentina 2:01.77                                                               | Julio César Montes · Colombia · 2:01.95                                                      | Alexis Márquez · Venezuela · 2:02.62                                                     |
| 200 m combinado Detalle     | Thiago Pereira · Brasil · 2:05.22                                                                    | Tales Rocha Cerdeira · Brasil · 2:06.16                                                      | Diego Bonilla · Colombia · 2:08.05                                                       |
| 400 m combinado Detalle     | Thiago Pereira · Brasil · 4:27.58                                                                    | Lucas Salatta · Brasil · 4:36.39                                                             | Benjamin Guzmán · Chile · 4:37.29                                                        |
| 4 × 100 m libre Detalle     | Brasil · Nicholas Santos · Fernando Souza da Silva · Eduardo Deboni · Tales Rocha Cerdeira · 3:24.47 | Uruguay · Francisco Picasso · José Gabriel Álvez · Paul Kutscher · Martin Kutscher · 3:25.40 | Argentina Lucas del Piccolo Eduardo Germán Otero Sergio Ferreira Damian Roth 3:32.05     |
| 4X200 m. libre Detalle      | Venezuela · Daniel Tirabasi · Juan Francisco Morales · Jesús Casanova · Crox Acuña · 7:33.30 RC      | Brasil · Lucas Salatta · Armando Negreiros · Thiago Pereira · Rodrigo Castro · 7:45.06       | Argentina Agustín Fiorilli Damian Roth Freddy Renzo Zschach Juan Martín Pereira 7:46.24  |
| 4 × 100 m combinado Detalle | Brasil · Guilherme Guido · Henrique Barbosa · Lucas Salatta · Eduardo Deboni · 3:43.87               | Argentina Eduardo Germán Otero Sergio Ferreira Gustavo Daniel Paschetta Damian Roth 3:49.41  | Uruguay · Nicolás Francia · Martin Melconiam · Martin Kutscher · Paul Kutscher · 3:50.00 |

### Femenino
| Evento                      | Oro                                                                                            | Plata                                                                               | Bronce                                                                               |
| --------------------------- | ---------------------------------------------------------------------------------------------- | ----------------------------------------------------------------------------------- | ------------------------------------------------------------------------------------ |
| 50 m libre Detalle          | Flavia Delaroli-Cazziolato · Brasil · 25.25 RC                                                 | Ximena Vilar · Venezuela · 26.51                                                    | Yamilé Bahamonde · Ecuador · Julyana Bassi Kury · Brasil · 26.64                     |
| 100 m libre Detalle         | Tatiana Lemos · Brasil · 56.06                                                                 | Flavia Delaroli-Cazziolato · Brasil · 56.16                                         | Carolina Colorado Henao · Colombia · 57.49                                           |
| 200 m libre Detalle         | Monique Ferreira · Brasil · 2:00.62                                                            | Tatiana Lemos · Brasil · 2:02.26                                                    | Cecilia Biagioli Argentina 2:04.47                                                   |
| 400 m libre Detalle         | Monique Ferreira · Brasil · 4:13.77                                                            | Kristel Köbrich · Chile · 4:17.94                                                   | Cecilia Biagioli Argentina 4:19.81                                                   |
| 800 m libre Detalle         | Kristel Köbrich · Chile · 8:51.90                                                              | Cecilia Biagioli Argentina 8:59.89                                                  | Darneyis Orozco · Venezuela · 9:06.17                                                |
| 1500 m libre Detalle        | Kristel Köbrich · Chile · 16:38.57                                                             | Sofía Osaba Argentina 17:29.64                                                      | Darneyis Orozco · Venezuela · 17:35.73                                               |
| 50 m espalda Detalle        | Fabíola Molina · Brasil · 29.11                                                                | Etiene Medeiros · Brasil · 29.91                                                    | Carolina Colorado Henao · Colombia · 30.62                                           |
| 100 m espalda Detalle       | Fabíola Molina · Brasil · 1:01.93                                                              | Carolina Colorado Henao · Colombia · 1:04.04                                        | Juanita Barreto · Colombia · 1:05.26                                                 |
| 200 m espalda Detalle       | Erin Volcán · Venezuela · 2:17.47 RC                                                           | Eliana Cassini Argentina 2:22.16                                                    | Julyana Bassi Kury · Brasil · 2:23.38                                                |
| 50 m pecho Detalle          | Valeria Silva Merea · Perú · 32.53 RC                                                          | Javiera Salcedo Argentina 33.22                                                     | Liliana Guiscardo Argentina 33.27                                                    |
| 100 m pecho Detalle         | Valeria Silva Merea · Perú · 1:12.46                                                           | Javiera Salcedo Argentina 1:12.78                                                   | Tatiane Mayumi Sakemi · Brasil · 1:13.39                                             |
| 200 m pecho Detalle         | Tatiane Mayumi Sakemi · Brasil · 2:38.49                                                       | Carolina Hurga Mussi · Brasil · 2:39.70                                             | Nora Miro Quesada Woll · Perú · 2:40.61                                              |
| 50 m mariposa Detalle       | Gabriella Silva · Brasil · 27.49                                                               | Carolina Colorado Henao · Colombia · 28.22                                          | Yamile Bahamonde · Ecuador · 28.44                                                   |
| 100 m mariposa Detalle      | Gabriella Silva · Brasil · 1:00.74                                                             | Daiene Marçal Dias · Brasil · 1:01.77                                               | Carolina Colorado Henao · Colombia · 1:01.96                                         |
| 200 m mariposa Detalle      | Joanna Maranhão · Brasil · 2:13.41 RC                                                          | Georgina Bardach Argentina 2:18.21                                                  | Daiene Marçal Dias · Brasil · 2:19.02                                                |
| 200 m combinado Detalle     | Joanna Maranhão · Brasil · 2:17.10                                                             | Georgina Bardach Argentina 2:23.08                                                  | Erin Volcán · Venezuela · 2:23.81                                                    |
| 400 m combinado Detalle     | Joanna Maranhão · Brasil · 4:49.62                                                             | Georgina Bardach Argentina 4:55.59                                                  | Virginia Bardach Argentina 5:06.27                                                   |
| 4 × 100 m libre Detalle     | Brasil · Julyaana Bassi Kury · Etiene Medeiros · Monique Ferreira · Tatiana Lemos · 3:49.21    | Argentina Nadia Colovini Manuela Morano Ariana Ghirard Cecilia Biagioli 3:55.02     | Venezuela · Ximena Vilar · Jesserick Pinto · Jenifer Márquez · Erin Volcán · 3:56.50 |
| 4X200 m. libre Detalle      | Brasil · Manuela Lyrio · Tatiana Lemos · Joanna Maranhão · Monique Ferreira · 8:23.77          | Argentina Nadia Colovini Ariana Ghirard Georgina Bardach Cecilia Biagioli           | Venezuela · Jenifer Márquez · Darneyis Orozco · Patricia Maldonado · Erin Volcán ·   |
| 4 × 100 m combinado Detalle | Brasil · Fabíola Molina · Tatiane Mayumi Sakemi · Gabriella Silva · Tatiana Lemos · 4:11.53 RC | Venezuela · Erin Volcán · Gloria González · Elimar Barrios · Ximena Vilar · 4:23.39 | Argentina Eliana Cassini Javiera Salcedo Florencia Ghione Nadia Colovini 4:25.01     |

RC: Récord de Competición

## Resultados de natación en aguas abiertas

### Masculino
| Evento         | Oro                               | Plata                                 | Bronce                               |
| -------------- | --------------------------------- | ------------------------------------- | ------------------------------------ |
| 5 km. Detalle  | Luiz Lima · Brasil · 57:34.85     | Roberto Penailillo · Chile · 57:40.28 | Carlos Pavão · Brasil · 57:41.04     |
| 10 km. Detalle | Allan do Carmo · Brasil · 2:02:19 | Roberto Penailillo · Chile · 2:02:22  | Marcelo Romanelli · Brasil · 2:02:25 |

### Femenino
| Evento         | Oro                               | Plata                                | Bronce                                 |
| -------------- | --------------------------------- | ------------------------------------ | -------------------------------------- |
| 5 km. Detalle  | Kristel Köbrich · Chile · 1:03:15 | Ana Marcela Cunha · Brasil · 1:03:16 | Maria de Penha Cruz · Brasil · 1:03:53 |
| 10 km. Detalle | Kristel Köbrich · Chile · 2:02:33 | Ana Marcela Cunha · Brasil · 2:06:22 | Andreína Pinto · Venezuela · 2:06:43   |

### Equipos
| Posición | País                 | Tiempo (horas/minutos/segundos) |
| -------- | -------------------- | ------------------------------- |
| 1        | Bandera de Brasil    | 9h 09m 38s                      |
| 2        | Bandera de Venezuela | 9h 14m 57s                      |
| 3        | Bandera de Chile     | 9h 20m 31s                      |
| 4        | Bandera de Argentina | 9h 27m 06s                      |
| 5        | Bandera de Ecuador   | 9h 35m 25s                      |

## Resultados de clavados

### Hombres
| Evento                      | Oro                                               | Plata                                       | Bronce                                          |
| --------------------------- | ------------------------------------------------- | ------------------------------------------- | ----------------------------------------------- |
| Trampolín 1 m.              | Ramón Fumadó · Venezuela 375.80                   | César Castro · Brasil 373.60                | Luis Villarroel · Venezuela 362.95              |
| Trampolín 3 m.              | César Castro · Brasil 448.60                      | Luis Villarroel · Venezuela 404.15          | Juan Urán · Colombia 385.50                     |
| Plataforma                  | Juan Urán · Colombia 482.90                       | Hugo Parisi · Brasil 411.10                 | Sebastián Castañeda · Colombia 384.55           |
| Trampolín 3 m. sincronizado | Luis Villarroel / Ramón Fumadó · Venezuela 399.45 | Juan Urán / Víctor Ortega · Colombia 358.47 | César Castro / Ubirajara Barbos · Brasil 347.55 |
| Plataforma sincronizado     | Juan Urán / Víctor Ortega · Colombia 402.21       | Hugo Parisi / Bira Barbosa · Brasil 340.02  | Donato Neglia / Moisés Abarla · Chile 214.74    |

### Mujeres
| Evento                      | Oro                                               | Plata                                                | Bronce                                               |
| --------------------------- | ------------------------------------------------- | ---------------------------------------------------- | ---------------------------------------------------- |
| Trampolín 1 m.              | Alejandra Fuentes · Venezuela 270.35              | Juliana Veloso · Brasil 259.45                       | Diana Pineda · Colombia 232.25                       |
| Trampolín 3 m.              | Alejandra Fuentes · Venezuela 306.60              | Diana Pineda · Colombia 306.40                       | Juliana Veloso · Brasil 300.30                       |
| Plataforma                  | Juliana Veloso · Brasil 335.50                    | Kiara Buelva · Venezuela 281.65                      | Milena Canto Sae · Brasil 258.75                     |
| Trampolín 3 m. sincronizado | Juliana Veloso / Tammy Galera · Brasil 272.34     | Kiara Buelvas / Yhessen Hernández · Venezuela 252.69 | Rafaella Suárez / Gabriela Sabando · Ecuador 241.95  |
| Plataforma sincronizado     | Milena Canto Sae / Evelyn Winkler · Brasil 259.32 | Diana Pineda / Laura Vásquez · Colombia 233.88       | Rafaella Suárez / Gabriela Sabando · Ecuador 227.764 |

## Resultados de nado sincronizado
| Evento | Oro                                                                    | Plata                                                            | Bronce                                                                        |
| ------ | ---------------------------------------------------------------------- | ---------------------------------------------------------------- | ----------------------------------------------------------------------------- |
| Solo   | Giovana Stephan · Brasil · 87.498 (T=42.915 / L=44.583)                | Jennifer Cerquera · Colombia · 83.498 (Tv=40.665 / L=42.833)     | Julieta Díaz Argentina 81.915 (T=40.250 / L=41.666)                           |
| Dúo    | Lara Teixeira · Nayara Figueira · Brasil · 89.748 (T44.499 / L=45.249) | Anna Soto · Mary Soto · Venezuela · 84.665 (T=41.416 / L=43.249) | Jennifer Cerquera · Ingrid Cubillos · Colombia · 82.332 (T=40.333 / L=41.999) |
| Equipo | Brasil · 87.999 (T=43.583 / L=44.416)                                  | Colombia · 84.332 (T=41.749 / L=42.583)                          | Venezuela · 82.415 (T=40.999 / L=41.416)                                      |

T: Resultado rutina técnica; L: Resultado rutina libre.

## Resultados de waterpolo
| Evento            | Oro    | Plata     | Bronce    |
| ----------------- | ------ | --------- | --------- |
| Masculino Detalle | Brasil | Venezuela | Colombia  |
| Femenino Detalle  | Brasil | Argentina | Venezuela |

## Medallero total
| Núm. | País      | Oro | Plata | Bronce | Total |
| ---- | --------- | --- | ----- | ------ | ----- |
| 1    | Brasil    | 42  | 21    | 12     | 75    |
| 2    | Venezuela | 9   | 9     | 12     | 30    |
| 3    | Chile     | 4   | 4     | 2      | 10    |
| 4    | Colombia  | 2   | 10    | 15     | 27    |
| 5    | Perú      | 2   | 0     | 1      | 3     |
| 6    | Argentina | 1   | 15    | 12     | 28    |
| 7    | Uruguay   | 0   | 2     | 1      | 3     |
| 8    | Ecuador   | 0   | 0     | 4      | 4     |
| 9    | Surinam   | 0   | 0     | 1      | 1     |

## Predecesor y sucesor
| Predecesor: Medellín / Cartagena | Campeonato Sudamericano de Natación de 2008 Sao Paulo | Sucesor: Medellín |

- Datos: Q4611921